# Jef Gilson
Jef Gilson (* 25. Juli 1926 in Guebwiller als Jean-François Quiévreux; † 5. Februar 2012) war ein französischer Pianist, Arrangeur, Komponist und Leiter einer Big Band. „In der Besetzung der von ihm initiierten Gruppen“ bewies Gilson „ein hervorragendes Gespür für die ‚Entdeckung‘ und Förderung junger Talente“.

## Leben und Wirken
Zunächst als Klarinettist begann Gilson mit Claude Luter in der Band von Boris Vian. Dann wechselte er ans Piano. Das Erlebnis der Bigband von Dizzy Gillespie brachte ihn zu dem Entschluss, Arrangeur und Bigband-Leiter zu werden. In seiner Band spielten u. a. Bill Coleman, Bernard Vitet, Jean-Louis Chautemps, François Jeanneau, Michel Portal, Jean-Luc Ponty, Bernard Lubat, Lloyd Miller und Henri Texier. Daneben war er zeitweilig musikalischer Leiter des Vokalsextetts Les Double Six.
Gilsons Platteneinspielungen, auf denen schon früh (Enfin!, Œil Vision) Kompositionen mit Tempowechseln, bitonalen Schichtungen und chromatischen Themen enthalten sind, erschienen zunächst auf einem Minilabel. Teilweise wurde in seinen Kompositionen seit 1964 die Funktionsharmonik außer Kraft gesetzt, ohne dass sich jedoch ausschließlich am Free Jazz orientiert wird (New Call from France, MPS 1966). Kommerzielle Erfolge blieben aus, so dass Gilson 1968 vorübergehend nach Madagaskar ging. 1971 kehrte er zurück und orientierte sich nun zunächst am Ethno-Jazz und an einer „improvisation totale“. 1973 gründete er sein Label Palm, auf dem insbesondere die Aufnahmen mit dem Orchester Europamerica, in dem zunächst auch Butch Morris und Philippe Maté spielten und mit dem er 1979 auch auf dem Moers Festival zu hören war, von bleibendem Bestand sind. Für dessen erste, stärker durcharrangierte Platte, die die Errungenschaften des freien Jazz reflektiert aufnahm, erhielt er 1978 den Prix Boris Vian. Er lebte zuletzt zurückgezogen im Département Ardèche.